# Kenova
Kenova is een plaats (city) in de Amerikaanse staat West Virginia, en valt bestuurlijk gezien onder Wayne County.
De naam 'Kenova' is een porte-manteau van Kentucky, Ohio en West Virginia; dit verwijst naar de locatie van de stad nabij het driestatenpunt.

## Demografie
Bij de volkstelling in 2000 werd het aantal inwoners vastgesteld op 3485.
In 2006 is het aantal inwoners door het United States Census Bureau geschat op 3349, een daling van 136 (-3.9%).

## Geografie
Kenova ligt in het westen van West Virginia, op de plek waar de Big Sandy River en de Ohio samenkomen.
Volgens het United States Census Bureau beslaat de plaats een oppervlakte van
4,4 km², waarvan 3,1 km² land en 1,3 km² water.

## Plaatsen in de nabije omgeving
De onderstaande figuur toont nabijgelegen plaatsen in een straal van 12 km rond Kenova.

## Geboren
- Bobbie Joe Long (1953-2019), seriemoordenaar
- Michael W. Smith (1957), gospel- en praiseartiest